# Đại học Indonesia
Đại học Indonesia (tiếng Indonesia: Universitas Indonesia), viết tắt UI là trường đại học lâu đời nhất ở Indonesia, và có nhiều cơ sở ở Jakarta và Depok.

## Lịch sử
Nguồn gốc của Đại học Indonesia bắt đầu từ năm 1851. Vào lúc đó, chính quyền thực dân của Đông Ấn Hà Lan  quyết định lập một trường học để đào tạo các y sĩ. Khoá đào tạo kéo dài 2 năm và người tốt nghiệp được chứng nhận có thể chữa trị đơn giản và cơ bản. Bằng cấp được gọi là "bác sĩ Java" và người tốt nghiệp chỉ được chứng nhận mở phòng chữa trị ở Đông Ấn Hà Lan, đặc biệt là ở Java. Chương trình giáo dục đã trở nên toàn diện hơn và đến 1864 đã kéo dài 3 năm. Đến 1875, chương trình đã kéo dài 7 năm và người tốt nghiệp được cấp bằng bác sĩ. Tiếp theo chính quyền Đông Ấn Hà Lan đã thiết lập một trường mới huấn luyện bác sĩ có tên là STOVIA (School tot Opleiding von Indische Artsen).  Điều kiện tiên quyết để nhập học STOVIA gần tương đương với bằng phổ thông cơ sở, nhưng chương trình của trường này là 9 năm do đó đây là một chương trình đào tạo hỗn hợp giữa trung học và đại học. Nhiều người tốt nghiệp trường này sau này đã đóng vai trò quan trọng trong phong trào độc lập dân tộc của Indonesia cũng như sự phát triển y tế của quốc gia này. Năm 1925, chính quyền thực dân quyết định mở một trường giáo dục cấp đại học để đào tạo quan chức và viên chức với tên gọi RHS (Recht Hoge School).  RHS sau này trở thành Khoa luật của Đại học Indonesia. Năm 1927, tư cách của STOVIA được nâng lên thành đại học và được đổi tên là GHS (Geneeskundige Hogeschool). Nhiều cựu sinh viên của GHS sau này trở thành những người góp phần thành lập Đại học Indonesia cũng như giáo sư giảng dạy.
Sau khi Indonesia độc lập, Viện giáo dục sau trung học Indonesia (BPTRI) được thành lập ở Jakarta bao gồm 3 khoa: Y và Dược, Văn học, Luật. Trong năm đó, viện này đã đào tạo 90 bác sĩ. Khi quân đội thực dân Hà Lan chiếm đóng Jakarta cuối năm 1945, BPTRI được dời đến  Klaten, Surakarta, Yogyakarta, Surabaya và Malang. Năm 1946, chính quyền thực dân Hà Lan đã thành lập Nood Universiteit hay Đại học Khẩn cấp tại Jakarta. Năm 1947, tên gọi đại học này được đổi thành  Universiteit van Indonesie (UVI) hay Đại học Indonesia. Tiếp theo sau cuộc Cách mạng dân tộc Indonesia, chính quyền đã thành lập một trường đại học nhà nước ở Jakarta tháng 2 năm 1950. với tên gọi Universiteit Indonesia, bao gồm các đơn vị của BPTRI và nguyên UVI, mà sau đó được đổi thành Universitas Indonesia (UI).
Năm  1950, UI đã là một trường đại học có nhiều cơ sở với nhiều khoa ở  Jakarta (Y khoa, Luật, Văn học), Bogor (Nông nghiệp và Thú y), Bandung (Kỹ thuật công nghệ, Toán học và Khoa học tự nhiên), Surabaya (Y khoa và Nha khoa), and Makassar (Kinh tế). Năm 1954, cơ sở tại Surabaya trở thành đại học Airlangga (Universitas Airlangga). Năm 1955, cơ sở  Makassar trở thành Đại học Hasanuddin (Universitas Hasanuddin). Năm 1959, cơ sở  Bandung trở thành Viện Công nghệ Bandung  Institut Teknologi Bandung, trong khi Trường giáo dục Thể chất cũng nằm ở Bandung đã trở thành một phần của Đại học Padjajaran năm 1960. Năm 1964, cơ sở tại Bogor trở thành Đại học Nông nghiệp Bogor (IPB) và Khoa Giáo dục (FKIP) ở Jakarta, trở thành IKIP Jakarta. Năm 1965, Đại học Indonesia (UI) bao gồm 3 cơ sở, tất cả nằm ở Jakarta, đó là: Salemba (Y khoa, Nha khoa, Kinh tế, Kỹ thuật công nghệ,  và Trường Bồi dưỡng); Rawamangun (Văn học, Luật, Khoa học Xã hội và Tâm lý học); Pegangsaan (Y tế công cộng và một số bộ phận của Y khoa).

## Học thuật

### Khoa
Đại học Indonesia gồm 14 khoa, 2 trường và 1 chương trình đào tạo hệ cử nhân, cao học và sau đại học. Một số môn đào tạo cao học, sau đại học thuộc sự quản lý của chương trình sau đại học.
| - Khoa Khoa học hành chính - Khoa Tin học - Khoa Nha khoa - Khoa Kinh tế và Kinh doanh - Khoa Kỹ thuật - Khoa Nhân văn - Khoa Luật - Khoa Toán và Khoa học tự nhiên - Khoa Y - Khoa Điều dưỡng - Khoa Dược - Khoa Tâm lý học - Khoa Y tế công cộng - Khoa Khoa học xã hội và chính trị - Trường Khoa học môi trường - Trường Nghiên cứu chiến lược và toàn cầu - Chương trình dạy nghề |